# Chagny (Saona i Loara)
Chagny – miejscowość i gmina we Francji, w regionie Burgundia-Franche-Comté, w departamencie Saona i Loara.
Według danych na rok 1990 gminę zamieszkiwało 5346 osób, a gęstość zaludnienia wynosiła 283 osoby/km² (wśród 2044 gmin Burgundii Chagny plasuje się na 42. miejscu pod względem liczby ludności, natomiast pod względem powierzchni na miejscu 487.).

## Współpraca
- Wissen, Niemcy
- Letchworth Garden City, Anglia
- Vila Nova de Cerveira, Portugalia